# رضا ناريماني
سيد رضا ناريماني (بالفارسية: رضا نریمانی) المولود 18 یونیو 1986) في أصفهان، هو مغني، مدح، إيراني.
يتمتع ناريماني بصوت وأسلوب خاصين في تأبينه ، وقد اشتهر في وصف المدافعين عن الضريح مع نهى مانعم بيرم ، وفي عام 2005 التقى مهدي سلحشور، بمداح من قم. كان يذهب كل أسبوع من أصفهان إلى قم  لتلقي تدريب مهني تحت إشراف سلحشور ، بعد فترة بدأ في الغناء في مجلس فاطميون في قم بناءً على اقتراح مهدي سلحسور وأصبح معروفًا من نفس البرامج. حتى الآن ، أجرى ناريماني رثاء ومرثية في حضور زعيم الجمهورية الإسلامية عدة مرات.

## إنشاء مجلس الإدارة
منذ عام 2008 ، أنشأت ناريماني مجموعة تسمى فدائيان حسين في أصفهان ، أقاموا مراسمهم في المنزل لأول مرة حتى دخلوا المساجد والأضرحة في عام 2012. في عام 2016 ، ذهب إلى سوريا لمدة أسبوع للإشادة بالمدافعين عن المرقد.

## رد الفعل
وأدان مع 404 من أتباع أهل البيت في بيان الحركات الشغب وقال إنه اليوم في خضم عجز الحضارة الغربية ، لا يزال علم الإمام الحسين يرفرف.
وردا على انتقادات العليمي ودعم الاحتجاجات الإيرانية 2022 غرد ناريماني قائلا اننا جميعا نحتج على غلاء الاسعار لكن الفقر منتشر في كل مكان في العالم ومن الافضل عدم لعب دور المعارضة, حتي نكون مع الناس.

## لا بد لي من الذهاب
في عام 2015 ، اشتهر بغناءه رثاء "يا منام تذهب بعيدا" ، ووفقا له ، فإن آلام وقلوب زوجة الشهيد التي دافعت عن الضريح جعلته يكتب قصيدة "منام تذهب بعيدا". رثاء ، لم أعتقد أنها ستكون فعالة للغاية.